# 哈通平基略內山 (帕坦布科區)
14°19′21″S 69°42′29″W / 14.32250°S 69.70806°W
哈通平基略內山（Hatun Pinkilluni），是秘魯的山峰，位於該國東南部普諾大區，由桑迪亞省的帕坦布科區負責管轄，屬於安地斯山脈的一部分，海拔高度5,000米。